# Les Nuls
Ne doit pas être confondu avec Les Snuls ou Les Inconnus.
Les Nuls est un groupe d'humoristes français créé en 1987 sur la chaîne de télévision Canal+, et actif jusqu'en 1995.
Le groupe se compose d'Alain Chabat, de Bruno Carette (décédé en 1989), de Chantal Lauby et de Dominique Farrugia. Ils sont actifs à la télévision de 1987 à 1992, au cinéma avec La Cité de la peur en 1994 et à la radio.

## Historique du groupe

### Premier succès:Objectif Nul
Chantal Lauby et Bruno Carette se rencontrent au début des années 1980. Ils collaborent sur une émission d'humour décalé intitulée Bzzz(réalisée par Philippe Carrese), composée de sketches et de fausses pubs et diffusée sur la chaîne régionale FR3 Méditerranée (ancêtre de France 3 Provence-Alpes). Alain de Greef, directeur des programmes de Canal+, découvre l'émission alors qu'il est dans la région pour un marché professionnel en 1986. Il les engage pour faire le même type d'émission et leur propose deux co-auteurs, Alain Chabat et Dominique Farrugia. Chabat travaille à Canal+ depuis le lancement de la chaîne en tant qu'animateur et ne cesse de proposer une idée d'émission humoristique adaptée du Saturday Night Live (jugée trop cher à produire par Canal+ pour l'époque). Il est ami avec Dominique Farrugia, qui travaille en tant qu'assistant de production puis aux bandes-annonces de la chaîne. Ils partagent le même goût pour l'humour absurde façon Monty Python et les films des ZAZ. Les deux binômes sont peu emballés à l'idée de travailler ensemble au départ mais finissent par s'apprécier. Leur premier projet est une série parodique d'exploration spatiale lancée en 1987, Les rescapés du crypté, qui devient après quelques jours de diffusion Objectif Nul, un clin d'œil à l'album de bande dessinée Objectif Lune des aventures de Tintin et à la série Star Trek. Les acteurs sont Bruno Carette (le cuistot du vaisseau, avec ses célèbres Moukraines à la glaviouse), Alain Chabat, Chantal Lauby, Alexandre Pottier et Blats. Arnold Boiseau et Dominique Farrugia collaborent à l'écriture, mais apparaissent rarement à l'écran.
Le nom du groupe provient directement de cette série et c'est Philippe Gildas qui en a l'idée. Alors qu'il introduit la série au cours de l'émission Nulle Part Ailleurs, il improvise et affuble les acteurs de la série du nom Les Nuls. Alain Chabat n'aime pas du tout, mais Pierre Lescure, le directeur de l'antenne, le convainc d'adopter officiellement le nom, appréciant le côté ironique de l'expression.
L'émission reçoit un 7 d'or de l'émission de divertissement en 1987. Avant chaque épisode, Alain Chabat cite cette phrase comme accroche : « À des millions d'années burosse de la Terre, un équipage, Zeitoun, Panty, syntaxerror, le mercenaire et le capitaine Lamar, dérivent à bord du Liberator ; leur objectif ? NUL ! » Dans ce préambule, les « années burosse » sont un clin d'œil à Alain Burosse, qui est alors l'un des responsables de Canal+.
L'émission est diffusée du 2 février au 10 avril 1987 (50 épisodes dont 43 édités en cassettes vidéo, plus un épisode jamais diffusé). Le vaisseau Liberator est conçu à partir de croquis de Gaetano Liberatore, le créateur de la BD Ranxerox, dont Alain Chabat signe le scénario du tome 3 en 1996. Les principaux réalisateurs sont Mathias Ledoux, Gilles Daude, Jean-Pierre Moscardo, Jean-Louis Cap (vaisseau) ; Christine Bertholier, Myriam Isker (fausses pubs).
Parmi les quelques invités de la série : Richard Gotainer, Philippe Risoli, Frank Margerin, Philippe Vuillemin, Philippe Chany, Tom Novembre, Philippe Gildas, Dick Rivers, Jean-Pierre Kalfon, Gilles Verlant, Antoine de Caunes, Maître Capelo, Valli, Jeanne Folly, etc. Pour Objectif Nul, Les Nuls reçoivent leur premier Sept d'or, catégorie émission d'humour.

### Le JTNet émissions suivantes
Au printemps 1987, l'équipe tourne des bandes-annonces pour les programmes de l'été (slogan : Emportez votre décodeur en vacances !).
Au 31 août 1987, le quatuor est définitivement constitué : Alain Chabat, Chantal Lauby, Bruno Carette et Dominique Farrugia. C'est la naissance du JTN, le Journal Télévisé Nul dans l'émission Nulle part ailleurs, durant laquelle ils se chargent du pré-générique, du portrait de l'invité, des fausses publicités, des sketches en direct et bien sûr du JTN, tous les soirs à 19 h 55. Le 3 mai, un JTN en odorama est expérimenté.
À la saison 1988-1989, Les Nuls décident de prendre une année sabbatique. Ils sont remplacés à l'antenne par Les Arènes de l'info (qui deviendront ensuite Les Guignols de l'info), émission confiée à Arnold Boiseau par Alain de Greef.
Cependant, la chaîne leur demande de livrer trois projets au long de l'année. Ils n'en délivreront que deux : TVN 595, diffusé le 2 novembre 1988 et pour lequel ils reçoivent un deuxième 7 d'or dans la catégorie émission de divertissement, ainsi que La nuit la plus Nuls, diffusé le 18 mars 1989, qui est un mélange de sketches originaux comme le péplum Tarama et les mines du Roi Saumon, un film, Trois amigos ! de John Landis, et des hommages des Nuls à leurs comiques préférés avec notamment la diffusion d'épisodes parodiques de Police Squad (ancêtre télé des Y a-t-il …), du Monty Python's Flying Circus, etc.
À la rentrée suivante, et du 28 août au 8 décembre 1989 à 20 h 20, ils présentent une émission de type abécédaire, A.B.C.D. Nuls (61 épisodes), qui met en scène une série de sketches illustrés par de fausses définitions du dictionnaire. Mais l'émission est stoppée au bout de quelques mois, à la suite de la mort brutale de Bruno Carette, le 8 décembre 1989.

### Dans les années 1990
Marqués par la mort de Bruno Carette, ils pensent un temps arrêter le groupe. Pierre Lescure et Alain de Greef les convainquent de recommencer à travailler. À partir du 12 mars 1990, ils lancent donc de nouvelles émissions sur Canal+ ; d'abord Histoire(s) de la télévision (du 12 mars au 14 juin 1990) puis Les Nuls L'émission (du 13 octobre 1990 au 29 juin 1991 pour la saison 1 et du 12 octobre 1991 au 28 mars 1992 pour la deuxième saison). Une sorte de Saturday Night Live à la française, l'émission est entièrement réalisée en direct, technique qui a pratiquement disparu de la télévision française à l'époque[réf. nécessaire]. Chaque émission comporte un invité qui participe à différents sketchs. On y retrouve également les fausses publicités, et une déclinaison du JTN, les Nuls : l'édition. L'émission est récompensée en 1991 par le 7 d'or de la meilleure émission en direct.
Le 28 mars 1992, épuisés par le rythme que leur impose ce rendez-vous, l'émission est arrêtée. Pour la dernière de Les nuls l'émission, Philippe Dana (qui en fut la voix off) concocte une émission spéciale à base d'archives et d'interviews de nombreuses personnalités parmi lesquelles : Roy Thinnes (Les Envahisseurs), André Rousselet ainsi que Bruno Masure et Christine Ockrent qui font une parodie de L’Édition.
En même temps qu'ils arrêtent L'Émission, Les Nuls arrêtent aussi la télévision en général, alors que l'émission est au sommet de sa gloire. Mais ils font quand même quelques apparitions, comme pour les dix ans de Canal+ le 4 novembre 1994 dans Nulle part ailleurs.
Ils se consacrent alors à l'élaboration de leur premier film, La Cité de la peur, qui sort sur les écrans le 9 mars 1994. L'humour absurde du film qui s'inspire beaucoup des comédies des frères Zucker permet au film de détonner parmi les comédies françaises de l'époque. Il est aujourd'hui considéré comme culte. Il est à nouveau projeté lors du Festival de Cannes 2019 à l'occasion des 25 ans du film. À la demande des fans, Alain Chabat et Gérard Darmon y font un happening en reprenant leur danse La Carioca, une des scènes cultes du film.
Leur dernière collaboration commune est l'émission Le Zouzouk diffusée quotidiennement sur Europe 1 pendant la saison 1994-1995.
Les Nuls suivent depuis lors des carrières séparées à la télévision et au cinéma.
Quant à la question d'une reformation des Nuls, Farrugia ne ferma pas la porte à cette éventualité, même si elle est hypothétique. En 2014, il fustigea néanmoins le retour des Inconnus en sous-entendant qu'ils ne firent cela que par opportunisme commercial. Ce à quoi Didier Bourdon répliqua « Nous écrivions nos sketchs. Ceux des Nuls, c’était beaucoup l’œuvre de Jean-Marie Bigard. » puis, pour prouver son propos, « "Tonyglandil", c’est Bigard ! Jacques Martin, c’est de la parodie ! Alors que les sketchs des Inconnus, tout le monde s’en souvient. Ce n’est pas de notre faute si on est plus populaires qu’eux aujourd’hui… ».

## Carrière du groupe

### Sur Canal+

#### Émissions
- De février à avril 1987 : Objectif : Nul, 43 épisodes, 7 d'or de l’émission d'humour[10].
- 1987-1988 : Le JTN (le « Journal télévisé Nul »), dans Nulle part ailleurs.
- 26 novembre 1988 : TVN 595, une journée entière de télévision vue par Les Nuls, 7 d'or 1989 de l'émission de divertissement.[réf. souhaitée]
- 18 mars 1989 : La Nuit la plus Nuls
- D'août à décembre 1989 : A.B.C.D. Nuls (émission arrêtée à la suite de la mort de Bruno Carette)
- 11 décembre 1989 : hommage à Bruno Carette dans Nulle part ailleurs.
- De mars à juin 1990 : Histoire(s) de la télévision
- D'octobre 1990 à mars 1992 : Les Nuls L'émission, 56 émissions, 7 d'or 1991 de l’émission de direct.[réf. souhaitée]
- 28 mars 1992 : Et la fête continue, célébration de la fin de l’émission Les Nuls L'émission.

#### Apparitions
- 4 novembre 1994 : « 10 ans de censure », sketches anti-Canal+ diffusés dans Nulle part ailleurs pour les dix ans de la chaîne.
- 1997 : « L’Édition » (parodie du journal télévisé de Les Nuls L'émission) avec Pénélope Solète (Chantal Lauby), Maurice Chevalier (Alain Chabat) et « La météo » de Dominique Farrugia pour la dernière apparition de Philippe Gildas à la présentation de Nulle part ailleurs.
- 31 décembre 1999 : le JTN dans le Jamel Show de Jamel Debbouze, à l'occasion du passage à l'an 2000 ; présenté par Alain Chabat seul.

### Apparitions sur d’autres chaînes
- 1988 : dans Champs-Élysées, présenté par Michel Drucker ; le JTN un soir sur Antenne 2 (ce qui choque un grand nombre de téléspectateurs).
- 6 septembre 1989 : Sacrée Soirée (avec Elsa). Le temps d'un soir, A.B.C.D. Nuls s'exporte sur TF1.
- 1991 : Cérémonie des 7 d'or sur Antenne 2, un journal façon L'Édition de Les Nuls L'émission.
- 1993 et 1995 : Les Enfoirés (spectacle de bienfaisance) sur TF1 ;
- 1995 : Trois journaux façon L'Édition de Les Nuls L'émission.
- 2004 : L'Édition (parodie de journal télévisé dans Les Nuls L'émission) avec Pénélope Solète (Chantal Lauby) et Maurice Chevalier (Alain Chabat) dans Samedi soir avec… spéciale Jamel Debbouze présenté par Michel Drucker sur France 2.

Édition inédite, spécialement écrite pour l'émission Samedi soir avec… par Alain Chabat, Dominique Farrugia, Chantal Lauby et Kader Aoun.

### Au cinéma
- 1994 : La Cité de la peur, est une « comédie familiale » réalisée par Alain Berbérian, écrite et interprétée par Les Nuls.
- 1996 : Delphine 1, Yvan 0, est une comédie réalisée par Dominique Farrugia, avec lui-même, Alain Chabat et Chantal Lauby.
- 1997 : Didier, est une comédie réalisée par Alain Chabat, avec lui-même, Dominique Farrugia et Chantal Lauby.
- 2002 : Astérix et Obélix : Mission Cléopâtre, réalisé par Alain Chabat, avec lui-même dans le rôle de Jules César et Chantal Lauby. Dominique Farrugia doit y tenir un rôle mais il ne peut pas pour cause d'emploi du temps. Il participe tout de même à la promotion du film en posant en Cléopâtre.
- 2004 : RRRrrrr!!!, réalisé par Alain Chabat avec lui-même. Cette fois, c'est Chantal Lauby qui ne figure pas dans la distribution.
- Le film Wayne's World a été adapté pour la France par Dominique Farrugia et Alain Chabat, qui se sont chargés d'écrire les dialogues français destinés au doublage.

### À la radio
- septembre 1992 - juin 1993 : Philippe Aubert 7h/9h, Europe 2, des petites pastilles sont diffusés chaque matin dans l'émission matinale de Philippe Aubert.
- octobre 1994 - juin 1995 : Le Zouzouk, Europe 1, avec comme coauteurs Michel Hazanavicius et Dominique Mézerette.

### DVD
- Objectif Nul ;
- 2003 : L'intégrule 1 (Best-of des meilleurs moments)
- 2004 : L'intégrule 2 (Best-of des meilleurs moments, 2004)
- 2008 : L'intégrule (Intégrule 1 et 2 + La Cité de la peur)